# Gurb
Gurb – gmina w Hiszpanii, w prowincji Barcelona, w Katalonii, o powierzchni 51,14 km². W 2011 roku gmina liczyła 2580 mieszkańców.